# Marlieux

Marlieux este o comună în departamentul Ain din estul Franței.